# خاویر فرانا
 خاویر فرانا (انگلیسی: Javier Frana؛ زاده ۲۵ دسامبر ۱۹۶۶) یک تنیس‌باز اهل آرژانتین است.